# Space Engineers
Space Engineers este un joc voxel-bazat joc sandbox, dezvoltat și publicat de Czech dezvoltator independent Keen Software House. În 2013, lansarea inițială de dezvoltare a jocului s-a alăturat la program-ul Steam early access. În următorii ani de dezvoltare activă, Space Engineers a fost vândut de peste un milion de ori. In total in anul 2019 jocul a fost vândut de peste 3.5 milioane de copii.
In Mai 2015, pentru un an și jumătate, codul sursă a jocului a fost oficial disponibil si întreținut de KSH pentru a asista la modarea comunități.
Pe  15 Decembrie 2016 jocul a intrat in Beta si a fost ultelior lansat pe 28 Februarie 2019.

## Gameplay

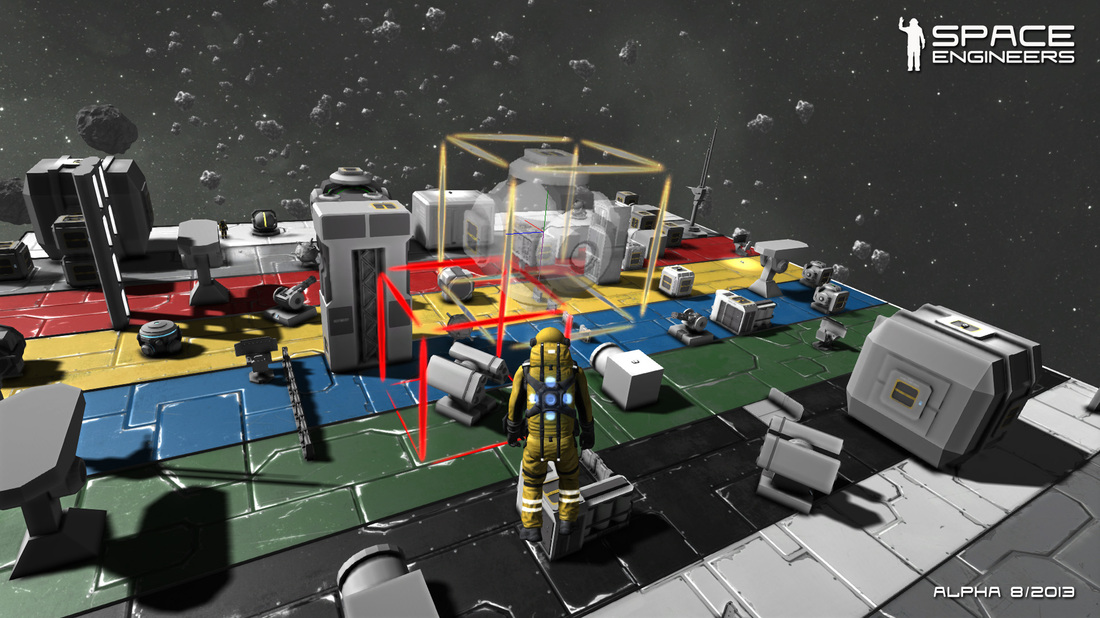
O poză din 2014 care prezintă blocuri funcționale asortate atașate la o placă de bază de armură ușoară vopsită. Spre deosebire de blocurile funcționale, blindajul se îmbină vizual, atâta timp cât fiecare bloc de blindaj are aceeași culoare cu cel adiacent; fiecare dungă de pe placa de bază are de fapt o lățime de trei blocuri.

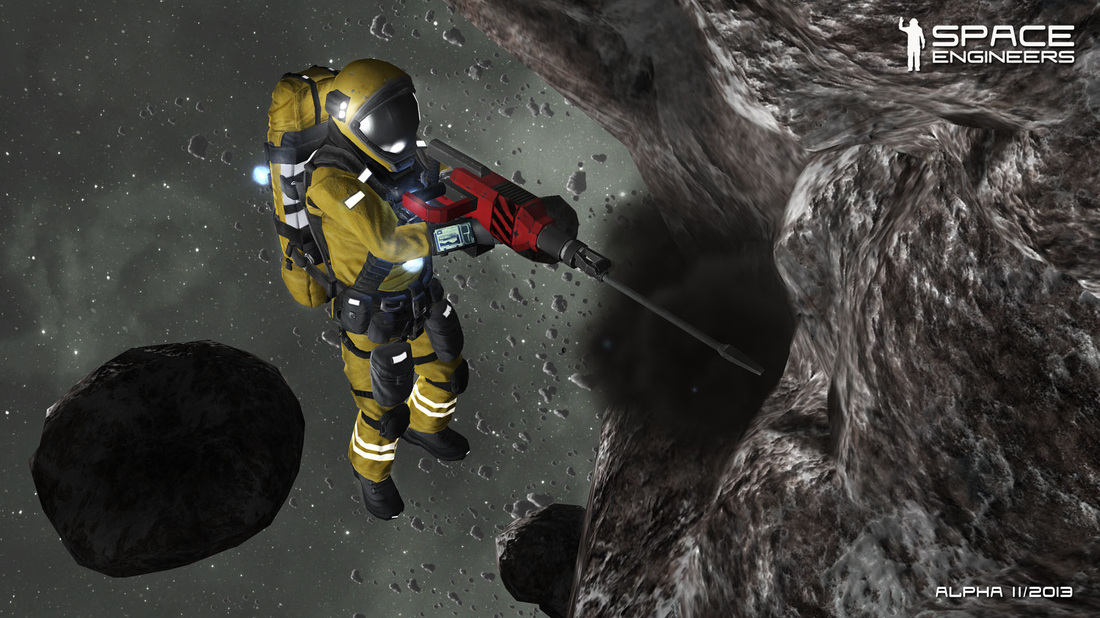
Un astronaut minând un asteroid pentru resurse folosind un picamăr.

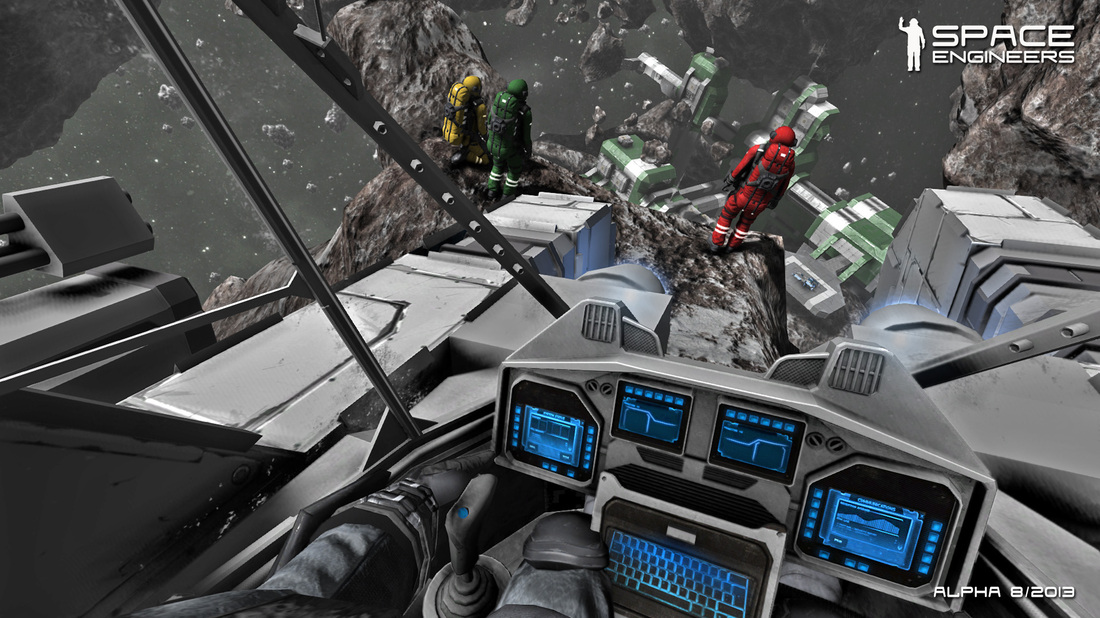
Vedere la persoana întâi din cabina de pilotaj a unei nave mici.

Gameplay-ul jocului Space Engineers incepe cu jucătorul selectând sau intrând intr-o lume cu setări specifice, de exemplu numărul asteroizilor (o "lume goala" poate fi de asemenea aleasă) si echipamentul disponibil de inceput. Când creați sau editați o lume, sunt disponibile mai multe opțiuni avansate pentru a schimba modul în care jucătorul va interacționa cu lumea și cum vor apărea lumile. Acestea includ modificarea vitezei cu care vor funcționa mai multe unelte și mașini, mărimea inventarului jucătorului și dacă se va folosi generarea procedurală (făcând efectiv lumea infinită). După confirmarea setărilor lumii, apare un ecran de încărcare în timp ce lumea este generată. Acest ecran este format dintr-o captură de ecran aleatorie din joc ca fundal, logo-ul jocului, o pictogramă de încărcare animată și un mesaj selectat aleatoriu în centru. Mesajul poate fi fie un indiciu util pentru joc, fie una dintre multele citate referitoare la spațiu, știință și/sau inginerie. Multe dintre aceste citate provin de la oameni de știință notabili, cum ar fi Isaac Newton, Galileo Galilei, Albert Einstein, precum și de la autori precum Arthur C. Clarke
Odată in joc, jucătorului i se dă controlul unui singur astronaut (referinduse ca "Space Engineer") și un set de unelte care cuprinde un burghiu, un aparat de sudură și un polizor (în cazul în care este activată reproducerea cu unelte). Construcția începe prin alegerea oricărui bloc din inventarul inginerului și plasarea acestuia oriunde în spațiul deschis pentru a crea o nouă grilă de voxeli. Blocuri suplimentare pot fi apoi adăugate la această grilă pentru a crea o structură.
Dimensiunea, cerințele de resurse și disponibilitatea blocurilor depind de tipul de structură de care sunt atașate. Blocuri precum asamblatoarele sau rafinăriile nu au variante "mici", în timp ce navele și stațiile mari nu pot folosi tunuri gatling, folosind în schimb turnulețe gatling sau de rachete controlate de AI. Blocurile atașate unei nave mici sunt considerabil mai mici, permițând un nivel de detaliu mult mai mare și necesită mai puține resurse decât cele atașate navelor mari sau stațiilor (de exemplu, armura ușoară necesită 25 de plăci de oțel pe o stație, dar doar una pe o navă mică).
Navele pot fi deplasate și rotite în mod deliberat de forțe externe și de un jucător, atâta timp cât sunt alimentate cu energie și au cel puțin un giroscop, un propulsor și un cockpit. Pentru a putea să se deplaseze în orice direcție și apoi să se poată opri în mod eficient prin intermediul amortizoarelor de inerție, propulsoarele trebuie să fie plasate pe structură cu fața în sus, în jos, înainte, înapoi, la stânga și la dreapta. Mai multe giroscoape pe o navă vor crește capacitatea navei de a se roti în spațiu, dar pentru ca amortizoarele de inerție să fie mai eficiente, trebuie adăugate mai multe propulsoare în fiecare direcție în care este necesară amortizarea.
Astronauții care plutesc în spațiu se pot deplasa înainte, înapoi, în sus, în jos, la stânga sau la dreapta fără restricții, folosind un jetpack. De asemenea, aceștia pot să se rotească în sensul acelor de ceasornic sau în sens invers. Astronauții și structurile pot, de asemenea, să activeze sau să dezactiveze amortizoarele inerțiale, care încearcă în mod automat să reducă viteza la zero atunci când nu se aplică o forță și sunt instalate propulsoarele necesare.
Dacă jucătorul își dezactivează jetpack-ul în interiorul unui câmp gravitațional (fie pe suprafața unei planete, fie pe o structură/asteroid cu un generator de gravitație), mișcarea este limitată la un plan perpendicular pe direcția câmpului gravitațional . Unghiul de vizualizare vertical este, de asemenea, restricționat între -90 și 90 de grade, ca în majoritatea shooterelor first person. Navele și structurile nu sunt afectate de generatoarele de gravitație, cu excepția cazului în care sunt echipate cu cel puțin un bloc de masă artificială. Dacă jucătorul cade de pe o structură în timp ce se află într-un câmp gravitațional, va cădea în spațiu până când va ieși din raza de acțiune a generatorului gravitațional, moment în care jetpack-ul jucătorului se va activa automat. Cu toate acestea, dacă jucătorul își atinge cu picioarele un asteroid sau o structură fără gravitație prezentă, "cizmele magnetice" îi vor permite să meargă pe suprafața acesteia și chiar și pe lângă margini; deși săritul îl va deconecta pe jucător de la suprafață și nu poate traversa unghiul de 90 de grade dintre o podea și un perete.
Mai multe tipuri de nave de marfă pot apărea aleatoriu și pot zbura prin lume, care pot fi deturnate de jucător sau recoltate pentru componente. Unele dintre aceste nave de marfă sunt capcană pentru a exploda atunci când jucătorul încearcă să le rechiziționeze și sunt uneori înarmate cu turnulețe ostile de gatling sau de rachete.
Asteroizii și planetele sunt formate din voxeli de teren, care diferă substanțial de blocuri și, deși pot fi distruse de către jucător, nu pot fi create de acesta decât în modul creativ. Obiectele celeste sunt în prezent fixate în spațiu și nu se pot mișca, însă rocile/minerale care au fost exploatate sunt supuse gravitației și vor reacționa în consecință. Asteroizii, de asemenea, nu au în prezent gravitație asociată cu ei și pot veni în mai multe forme de bază, inclusiv în formă sferică, toroidală și de tijă, precum și alte variații sau combinații ale acestora.

### Modul creativ
În modul creativ, jucătorii pot genera resurse nelimitate, pot construi instantaneu unelte și blocuri și sunt invincibili. Unele instrumente de construcție, cum ar fi modul de simetrie și modul de copiere și lipire a navelor, sunt disponibile numai în acest mod. Jucătorii pot, de asemenea, să construiască și să manipuleze asteroizi sau planete folosind un instrument cunoscut sub numele de "Voxel Hands." Deși resursele sunt disponibile pentru colectare și rafinare, acestea nu sunt necesare pentru a crea noi nave sau stații. Modul creativ a fost inițial singurul mod disponibil în joc. Acest mod elimină aspectul de supraviețuire al jocului, permițând jucătorilor să pună în aplicare ideile mai repede și mai ușor.

### Modul survival
În modul de supraviețuire, jucătorii trebuie să extragă, să colecteze și să rafineze diverse elemente chimice de pe asteroizi și planete pentru a crea unelte, arme și blocuri, precum și pentru a produce electricitate. Resursele pot fi exploatate manual, folosind un burghiu manual, sau folosind nave cu echipamentul necesar. Componentele sunt produse prin asamblarea lor din materii prime; cu toate acestea, ele pot fi, de asemenea, recoltate prin salvarea navelor cargo. Pentru a evita moartea, jucătorii trebuie să își monitorizeze sănătatea, energia și nivelul de oxigen. Jucătorului i se pot provoca pagube prin coliziuni, arme, contactul cu propulsoarele, ploi de meteoriți sau prin epuizarea energiei costumului spațial. Coliziunile la viteze mai mari au ca rezultat daune mai mari. Deoarece valoarea de accelerație a generatoarelor de gravitație se suprapune, daunele provocate de cădere pot fi mult mai periculoase atunci când sunt active mai multe generatoare de gravitație. Sănătatea și energia unui jucător pot fi refăcute cu ajutorul unui bloc Medical Room, iar energia poate fi, de asemenea, refăcută stând în cabina de pilotaj a oricărei structuri cu motor. Dezvoltarea modului de supraviețuire a început la sfârșitul verii anului 2013.

### Materiale si iteme
În modul de supraviețuire al jocului, toate acțiunile, inclusiv supraviețuirea în sine, datorită cerințelor de energie ale sistemului de susținere a vieții din costumul spațial, depind de colectarea și rafinarea anumitor minerale. Aceste minerale pot fi găsite pe asteroizi sau pe planete, jefuite de pe navele generate aleatoriu sau recuperate de pe semnale necunoscute. Materiile prime sunt extrase din depozitele de minereuri de pe asteroizi, iar apoi sunt plasate (sau trimise cu ajutorul unui sistem de transport) într-o rafinărie sau rafinărie de bază pentru a le rafina în vederea utilizării în asamblatoare. Materialele rafinate sunt transformate în diverse componente în asamblor, care pot fi apoi folosite în construcția de nave sau stații.

### Inventarii si spatiu
Inventarele din Space Engineers sunt foarte flexibile și funcționează mai degrabă la nivelul întregii nave decât la nivel individual. Toate inventarele conectate la o navă pot fi vizualizate de la orice panou de acces de pe aceeași navă, însă inventarele trebuie să fie conectate prin intermediul unor transportoare și tuburi transportoare pentru ca obiectele să poată fi transferate între ele. Inventarele rafinăriilor și ale asamblorilor vor solicita automat articole de rafinat de la inventarele conectate atunci când acestea devin scăzute și vor trimite articole într-un inventar disponibil atunci când acesta se umple. Clasificatorul cu bandă rulantă permite ca stocurile să fie scoase și sortate automat din și în anumite inventare. În loc de un sistem obișnuit de sloturi, Space Engineers folosește un sistem volumetric, măsurat în litri, fiecare articol având un anumit volum și fiecare inventar o anumită capacitate pe care nu o poate depăși.

### Planete
Planetele in Space Engineers au fost lansate pe 12 Noiembrie 2015 dupa ce au fost in dezvoltare din Februarie 2015. Sunt  câteva tipuri de planete, temate după Pămant, Luna, Marte, Titan, Europa, și o planeta "extraterestră". Toate acestea dispun de mai multe stații spațiale cu care se pot face schimburi pentru grile întregi și materiale sau gaze. Planetele extraterestre dispun de Sabiroidele, păianjen ostil cu 6 picioare, asemănător cu un păianjen, iar planeta asemănătoare Pământului are lupi, NPC-uri ostile asemănătoare câinilor.
Planetele sunt oarecum bogate în resurse, deși extragerea produselor utile de la suprafață poate fi dificilă. Resursele sunt împrăștiate și, din cauza gravitației planetare și a ineficienței motoarelor ionice în atmosferă, jucătorul trebuie să construiască alternative la sol.
Zborul atmosferic este posibil chiar și pe lumi cu atmosfere lipsite de oxigen. Pentru a părăsi o planetă, jucătorul va trebui să folosească motoare cu hidrogen cu suficient combustibil sau să construiască o navă spațială hibridă cu motoare atmosferice (pentru decolare) și motoare ionice (din atmosfera superioară până în spațiu).
Navele hibride de la suprafață la orbită sunt considerabil mai grele decât omologii lor doar spațiali, dar pot fi construite suficient de compact pentru a încăpea într-un hangar standard.

### Semnale Necunoscute
La 17 august 2017, "semnalele necunoscute" au fost adăugate la modul de supraviețuire. Aceste semnale apar aleatoriu la o anumită distanță de jucător și indică poziția unei mici sonde prin intermediul unei coordonate GPS și a unui ton care se repetă. Fiecare sondă conține componente și poate fi dezasamblată, împiedicând jucătorul să se confrunte cu situații fără ieșire în care nu dispune de componentele necesare pentru a produce mașinile de bază care sunt esențiale pentru construirea componentelor și a altor mașini, prevenind în mod eficient o situație de tip catch-22.
Fiecare sondă posedă, de asemenea, un buton, care, atunci când este apăsat, are șansa de a recompensa jucătorul cu o piele de colecție, asemănător cu o lootbox. Pielea poate fi pentru casca, costumul, cizmele sau uneltele personajului jucătorului și poate fi schimbată sau vândută pe Steam Market. Fiecare skin poate fi obținut gratuit în joc, cu excepția a trei seturi: setul Veteran, care a fost acordat jucătorilor care au deținut jocul anterior și l-au jucat între august și septembrie 2017; setul Medieval, care este acordat jucătorilor care dețin și Medieval Engineers; și setul Golden, care este acordat jucătorilor care achiziționează Space Engineers Deluxe Edition.

## Dezvoltare

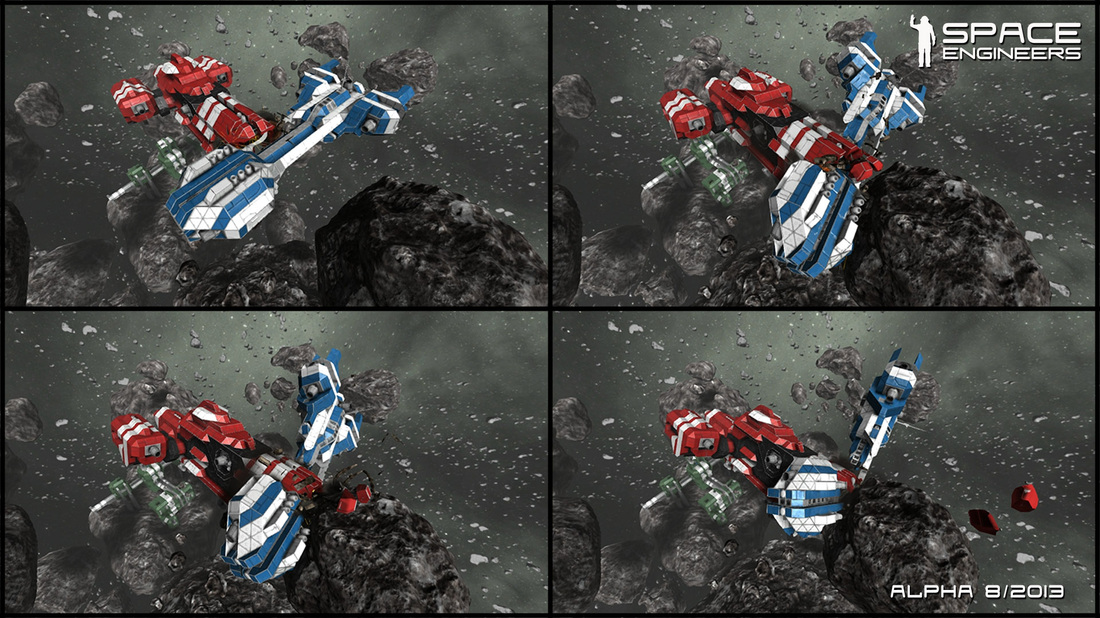
Set de poze din joc demonstrând efectul a două navete lovinduse.

Space Engineers a fost dezvoltat și publicat de dezvoltatorul independent de jocuri video Keen Software House, cu sediul în Republica Cehă. Implementat ca un joc de tip sandbox bazat pe voxel, amplasat într-un câmp de asteroizi din spațiu, construit pe propriul lor motor de joc, VRAGE 2. Caracteristica sa principală este volumetria mediului. Obiectele volumetrice sunt structuri compuse din module asemănătoare unor blocuri interconectate într-o grilă și se potrivesc cu scara personajului jucătorului. Obiectele volumetrice se comportă ca niște obiecte fizice reale, cu masă, inerție și viteză. Modulele individuale au un volum și o capacitate de stocare reale și pot fi asamblate, dezasamblate, deformate și reparate sau distruse.

### Pre-release
Versiunea alfa de pre-lansare a fost lansată pe 23 octombrie 2013 pe Steam, oferind un mod "creativ" pentru un singur jucător. Pe 24 februarie 2014, compania a anunțat că Space Engineers a vândut peste 250.000 de exemplare în patru luni. Pe 24 martie 2014, Keen Software House a anunțat că au fost atinse două etape cheie în dezvoltarea lui Space Engineers: modul de supraviețuire și multiplayer. Actualizările de conținut și corecturile de erori pentru joc sunt lansate săptămânal. Pe 20 octombrie 2014, Keen Software House a anunțat că jocul s-a vândut în peste 1.000.000 de exemplare. Pe 13 ianuarie 2015, studioul a anunțat cel de-al doilea joc de inginerie, Medieval Engineers, un joc sandbox despre inginerie, construcție și întreținerea lucrărilor arhitecturale și a echipamentelor mecanice folosind tehnologia medievală.
Pe 14 mai 2015, codul sursă a fost pus la dispoziția publicului în mod liber pe GitHub. pentru a permite modarea. În februarie 2016 au fost publicate mai multe părți din codul sursă al jocului.  Actualizările la depozitul public de cod au fost întrerupte la sfârșitul anului 2016.

### Full-release
Space Engineers a fost lansat oficial din accesul timpuriu pe 28 februarie 2019, alături de actualizarea The Survival Overhaul Update.

### Actualizări după lansare și DLC-uri
După lansare, Keen a continuat să lanseze diverse actualizări ale jocului. În cele mai multe cazuri, dacă nu în toate, Keen a împărțit fiecare actualizare într-o componentă mecanică și una estetică; componenta mecanică fiind lansată gratuit, în timp ce componenta estetică (noi modele de blocuri, suprapuneri de texturi, costume de inginer și emotes) a fost lansată ca DLC achiziționabil. Acest lucru poate fi un compromis între necesitatea unui flux de venituri semi-previzibil pentru susținerea continuă a jocului și nevoia de a evita crearea unei situații de "pay-to-win".
| Actualizare Titlu    | Actualizare descripție | Titlu DLC                     | Dată              | Platforme         | Descriere DLC |
| -------------------- | --- | ----------------------------- | ----------------- | ----------------- | --- |
|                      | | Pachetul Decorativ#1          | Aprilie 2019      | Windows, Xbox One | Noile blocuri de cabină de pilotaj mici și mari concepute pentru o vizibilitate mai bună în jos decât modelele existente. În plus, pachetul conținea diverse dotări interioare pentru nave mari, nave cu șenile și instalații fixe. |
|                      | | Style Pack                    | Iunie 2019        | Windows, Xbox One | Modele suplimentare de costume de inginer și emotes, precum și noi suprapuneri de texturi de blocuri. |
| Economie             | Au fost adăugate stații comerciale NPC, facțiuni NPC, un sistem de reputație a facțiunilor și pictograme ale facțiunilor.                                                 | Economy Deluxe                | 22 August 2019    | Windows, Xbox One | Adaugă blocuri de automate și bancomate, precum și costume suplimentare, suprapuneri de texturi de blocuri, texturi de zone sigure și pictograme de facțiuni suplimentare. |
|                      | | Pachetul Decorativ#2          | Octombrie 2019    | Windows, Xbox One | Adaugă blocuri Dispenser și jukebox, un panou LCD transparent (util pentru crearea de HUD-uri personalizate), diverse obiecte de mobilier interior și blocuri de ferestre, noi blocuri de pasarelă, balustrade, scări și jumătăți de scări, un corp de iluminat de avertizare rotativ și o mică colecție de lăzi metalice decorative. |
| Frostbite Pack       | A fost adăugată o nouă planetă (Triton) și scenariul Frostbite. | Frostbite                     | 19 Martie 2020    | Windows, Xbox One | Adaugare scenariu Frostbite, Antena Dish, cadavre decorative de ingineri (schelete în costume, pentru atmosferă), un bloc de ușă etanșă de 7,5 m lățime și 5 m înălțime, o ușă decalată, o suprapunere de textură a blocului cu tema viscolului, o pereche de emotări "Mi-e frig" și "Verificarea afișajului vital al costumului" și câteva postere LCD. |
| Sparks of the Future | S-a adăugat Vremea automată globală la planete. | Pachetul Sparks of the Future | 24 Iunie 2020     | Windows, Xbox One | Include un set de tuburi neon decorative, versiuni SF ale diferitelor blocuri, cum ar fi propulsoarele "Ion" și "Atmosferic", panouri LCD, pereți interiori, panouri cu butoane, uși glisante și diverse panouri cu butoane. Include, de asemenea, o suprapunere de textură a blocurilor Sci-fi, două suprapuneri de textură a blocurilor "Neon", 8 noi emote și un contor de bar. |
| Wasteland            | A fost adăugată o nouă planetă (Pertam) și scenariul Scrap Race. | Pachetul Wasteland            | 25 Noiembrie 2020 | Windows, Xbox One | Adaugă un set de roți cu anvelope fără aer, un bloc de țevi de eșapament, o cabină de pilotaj în stil buggy, două blocuri de iluminat în stil auto, un sortiment de blocuri de ferestre "cu bare", două blocuri de porturi de vizionare, trei tipuri de rafturi de depozitare (cu rețete de meșteșugărit care corespund obiectelor afișate pe rafturi), trei suprapuneri de texturi de blocuri ("Concrete", "Dust", "Rust 2" și "Retro future"), un model de costum de inginer "Scavenger" și două emoții noi pentru personaje. |
| Warfare I            | Au fost adăugate 3 pistoale, 2 lansatoare de rachete portabile și scenariul "Jaful de uraniu".                                                                            | Field Engineer                | 22 Aprilie 2021   | Windows, Xbox One | Adaugă blocurile "Acoperișul de foc" și "Jumătate de fereastră", un bloc de rafturi pentru arme, cinci noi blocuri de "pasaje", un bloc de intrare, două noi emotes și costumul "Asalt". |
| Heavy Industry       | Au fost adăugate plăci magnetice și blocuri de armură cu plăci. | Pachetul Heavy Industry       | 28 Iulie 2021     | Windows, Xbox One | Adaugă o placă magnetică mare (7,5 x 7,5 m), un set de blocuri de grinzi și țevi de transport industriale, un bloc de coloană cilindrică decorativă, un panou vertical cu butoane, versiuni remodelate ale rezervorului mare de hidrogen, containerului mare de marfă, rafinăriei, asamblatorului și propulsoarelor de hidrogen. Și o suprapunere de textură a blocurilor cu model de pericol. |
| Warfare II           | Au fost adăugate diverse turele și arme de bloc, precum și un computer de control al focului pentru a furniza date de elevație și azimut pentru turele create de jucător. | Pachetul Broadside            | 4 Februarie 2022  | Windows, Xbox One | O revizuire a modelului și a texturii reactoarelor nucleare, a blocurilor de baterii, a ușilor de hangar etanșe, a rachetelor și a tunului gatling și a blocului de canapea. Conține, de asemenea, un bloc "searchlight" (o combinație de reflector-cameră-turnetă), un bloc de ventilație termică, un set de ferestre de punte, un panou de lumină, o stație "helm", o nouă cască, o ușă glisantă întărită și două noi emote.                                                                                                  |

## Recepție
Space Engineers a câștigat premiul "4th best Indie Game of 2013" de la IndieDB", o mențiune de onoare în cadrul premiului "Indie of the Year 2014" si primul loc in "Indie of the Year 2015".

## Linkuri externale
- Site web oficial
- Codul sursă - nu mai este întreținut
- Space Engineers Wiki